# Hipòtesi de l'Evangeli hebreu

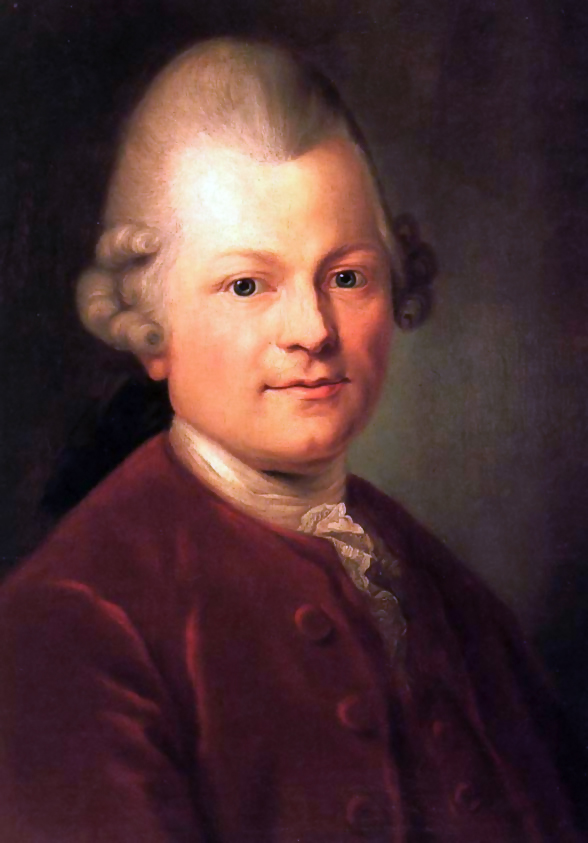
Gotthold Ephraim Lessing, qui en el seu llibre New hypothesis on the Evangelists (1778) va suggerir un Evangeli Hebreo perdut com a font lliure per als evangelis sinòptics.

La hipòtesi de l'Evangeli hebreu (o hipòtesi del protoevangeli o hipòtesi del Mateu arameu) és un grup de teories basades en la idea que un evangeli perdut en hebreu o arameu es troba darrere els quatre evangelis canònics. Es basa en una tradició cristiana primitiva, que es deriva a partir del bisbe del segle II Pàpies de Hieràpolis, qui va afirmar que l'apòstol Mateu va compondre un evangeli. Pàpies semblava dir que aquest evangeli hebreo o arameu va ser traduït posteriorment en l'evangeli canònic de Mateo, però els estudis moderns han demostrat que això és insostenible. Variants modernes de la hipòtesi sobreviuen, però no han trobat el suport dels acadèmics en el seu conjunt.

## Bases de la hipòtesi de l'Evangeli hebreu: Pàpies i els pares de l'Església
La idea que tots o alguns dels evangelis van ser escrits originàriament en un idioma diferent del grec comença amb Pàpies de Hieràpolis, entre l'anys 125-150. En un passatge amb diverses frases ambigües, va escriure: «Mateu va compilar els oracles (lògia, dits de o sobre Jesús) al llenguatge hebreu (Hebraïdi dialektōi, potser alternativament «estil hebreu»), i cada persona els interpretava (hērmēneusen, o «traduïa») com podia». Per «hebreu», Pàpies hauria volgut dir arameu, l'idioma comú de l'Orient Mitjà al costat del grec koiné. A primera vista, això implica que Mateu va ser escrit originàriament en hebreu (arameu), però el Mateu grec «no revela cap de les marques indicadores d'una traducció».
Els estudiosos han presentat diverses teories per explicar a Pàpies: potser Mateu va escriure dos evangelis, un en hebreu, ara perdut, l'altre, la versió grega conservada; o potser la lògia era una col·lecció de dits, més que l'evangeli; o per dialektōi Pàpies va poder haver volgut dir que Mateu va escriure a l'estil jueu en lloc que a l'idioma hebreu. Tanmateix, sobre la base d'aquesta i una altra informació, Jeroni d'Estridó (c. 327-420) va afirmar que totes les comunitats judeocristianes compartien un sol evangeli, idèntic al Mateu hebreu o arameu; també va afirmar haver trobat personalment aquest evangeli en ús entre algunes comunitats de Síria. El testimoni de Jeroni es considera amb escepticisme pels erudits moderns. Jeroni afirma haver vist un evangeli en arameu que contenia totes les cites que assigna al mateix, però es pot demostrar que alguns d'ells mai no podrien haver existit en una llengua semítica. La seva afirmació d'haver produït totes les traduccions per si mateix també és sospitosa, ja que moltes es troben en els erudits anteriors com Orígenes i Eusebi de Cesarea. Sembla que Jeroni va assignar aquestes cites de l'Evangeli dels Hebreus, però sembla més probable que n'hi havia almenys dos i probablement tres antics evangelis judeocristians, solament un d'ells en una llengua semítica.

## Composició de Mateu: consens modern
El Evangeli de Mateu és anònim: l'autor no es nomena al text i en cap banda ell afirma haver estat testimoni ocular dels esdeveniments. Probablement es va originar en una comunitat judeocristiana a la Síria romana cap al final del segle i, i no hi ha dubte entre els estudiosos moderns que va ser compost en grec koiné, el llenguatge quotidià de l'època. L'autor, que no es nomena al text en si, sinó que va ser universalment acceptat per l'església primitiva ser l'apòstol Mateu, es va basar en tres fonts principals: l'Evangeli de Marc; la suposada col·lecció de dits coneguda com la font Q, també en grec; i el material exclusiu de la seva pròpia comunitat, nomenat Font M. Tots dos, Marc i Q, són fonts escrites en grec, però algunes de les parts de Q van poder haver estat traduït de l'arameu al grec més d'una vegada. M, és relativament petit, de només 170 versos, composts gairebé exclusivament de les ensenyances; probablement no era una sola font, i encara que algunes d'elles poden haver estat escrites, la majoria sembla haver estat oral.

## Formes modernes de la hipòtesi: el problema sinòptic

### El problema sinòptic

Les teories de la hipòtesi de l'Evangeli hebreu postulen que un evangeli perdut en hebreu o arameu es troba darrere els quatre evangelis canònics.

Els evangelis sinòptics són els tres evangelis de Marc, Mateu i Lluc: ells comparteixen gran part del mateix material quasi al mateix ordre, i estan clarament relacionats. La naturalesa precisa de la relació és el problema sinòptic. La solució més generalitzada del problema avui dia és la teoria de les dues fonts, que sosté que Marc, a més a més d'una altra, una font hipotètica Q, van ser utilitzats per Mateu i Lluc. Però si aquesta teoria té un ampli suport, existeix l'opinió minoritària notable de que Marc va ser escrit al final fent servir Mateu i Lluc la hipòtesi dels dos evangelis]. Tanmateix, d'altres estudiosos accepten la prioritat de Marc, però argumenten que Q mai no va existir, i que Lluc utilitza Mateo com a font, així com Marc (la hipòtesi de Farrer).
Una addicional, i molt minoritària, teoria és que hi va haver un sol evangeli escrit en hebreu o arameu.

### Primer període modern
Richard Simon de Normandia el 1689 va afirmar que un Evangeli de Mateo arameu o hebreu estava darrere l'evangeli nazareno, i va ser el Proto-evangeli. J.J. Griesbach (Commentatio, 1794) va tractar aquesta com la primera de les tres teories originades com a solucions al problema sinòptic: 
- (1) la tradicional hipòtesi agustiniana d'utilització,
- (2) la hipòtesi de l'evangeli original o hipòtesi del protoevangeli,
- (3) la hipòtesi dels fragments (Koppe, 1793)
- (4) la hipòtesi de l'evangeli oral o hipòtesi de la tradició (Herder, 1797).[10]

### Segle XVIII: Lessing, Olshausen
Una base àmplia per a la hipòtesi de l'evangeli original va ser proporcionada en 1804 per Johann Gottfried Eichhorn (1752-1827), qui va advocar per un evangeli original arameu que cada un dels evangelistes sinòptics tenien en una forma diferent.
Està relacionada amb la «hipòtesi del Mateu arameu» de Theodor Zahn (1897), que va compartir una creença en un sembrat de fruiters primerencs Mateu arameu perdut, però no ho connecta als fragments conservats de l'Evangeli dels Hebreus en les obres de Jeroni.
L'erudició del segle xviii va ser més crítica. Gotthold Ephraim Lessing (1778) va postular diverses fonts comunes perdudes d'Evangelis arameus denominats Ur-evangelis o proto-evangelis, utilitzats lliurement pels tres evangelis sinòptics grecs. Johann Gottfried Eichhorn va postular quatre Ur-evangelis intermedis, mentre que Johann Gottfried von Herder va advocar per una tradició evangèlica oral com l'Ur-evangelis no escrit, el que porta a l'opinió de Friedrich Schleiermacher de la Lògia com a font evangèlica. Hermann Olshausen (1832) va suggerir que un Mateu hebreu perdut va ser la font comuna del Mateu grec i els evangelis judeocristians esmentats per Epifani, Jeroni i d'altres. Léon Vaganay (1940), Lucien Cerfaux, Xavier Léon-Dufour i Antonio Gaboury (1952) van intentar reviure la hipòtesi del protoevangeli de Gotthold Ephraim Lessing.

### Nicholson i Handmann
Edward Nicholson (1879) va proposar que Mateo va escriure dos evangelis, el primer en grec, el segon en hebreu. L'Enciclopèdia Bíblica Internacional Estàndard (1915) en el seu article Gospel of the Hebrews Evangeli dels Hebreus va remarcar que Nicholson no pot dir «... [que] han portat la convicció de la ment dels estudiosos del Nou Testament».
Rudolf Handmann (1888) va proposar un Evangeli arameu dels hebreus, però va argumentar que aquest no era el Mateu hebreu i que mai hi ha hagut un hebreu Ur-Mateu.

### Edwards
James R. Edwards, a The Hebrew Gospel and the development of the synoptic tradition (2009), va suggerir que un perdut Ur-Mateu hebreu és la font comuna de tots dos, els Evangelis judeocristians i el material únic de la font L] (el material no provinent de Marc o Q) a l'Evangeli de Lluc. Una revisió del llibre d'Edwards, incloent la reproducció d'un diagrama de la relació proposada per Edwards, va ser publicat per la Societat de Revisió de Literatura Bíblica al març de 2010.

## La hipòtesi de l'Evangeli hebreu i la crítica moderna

### Múltiples evangelis judeocristians
Carl August Credner (1832) identifica tres evangelis judeocristians: l'Evangeli dels Natzarens de Jeroni, el grec Evangeli dels evionites citat per Epifani en el seu Panarion, i un evangeli grec citat per Orígenes, qui es refereix a ell com l'Evangeli dels Hebreus. Al segle xx, la majoria dels estudiosos de l'erudició crítica, com ara Hans Waitz, Philip Vielhauer i Alberto Klijn, van proposar una distinció tripartita entre el grec Evangeli jueu d'Epifani, l'Evangeli de Jeroni en hebreu (o arameu), i un Evangeli dels hebreus, que hauria estat produït pels cristians jueus a Egipte, i igual que la Carta als Hebreus, hauria estat en hebreu solament en nacionalitat, no en llengua. La identificació exacta de quin Evangelio jueu és el que és citat a les referències de Jeroni, Orígenes i Epifani; i si cada pare de l'Església tenia un o uns quants Evangelis jueus al cap, és tema permanent de debat acadèmic. Tanmateix, la presència en el testimoni patrístic amb relació a tres Evangelis jueus diferents amb tres tradicions diferents pel que fa al Baptisme de Jesús suggereix múltiples tradicions.

### Seglexix
La hipòtesi de l'Ur-Evangeli d'Eichhorn (1794/1804) va guanyar poc suport en els anys següents. Les fonts generals com la Cyclopèdia de John Kitto descriuen la hipòtesi, però s'ha de tenir en compte que havia estat rebutjada per quasi tots els crítics següents.

### Segle XX
L'acceptació d'una hipòtesi de l'Evangeli original en qualsevol forma al segle xx va ser mínima. Els estudiosos crítics han desenvolupat noves teories des de les hipòtesis d'Eichhorn, Schleiermacher (1832) i K. Lachmann (1835). Pel que fa a la qüestió relacionada de la fiabilitat del testimoni de Jeroni, també va veure pocs erudits tenint la seva evidència en el seu valor nominal. El comentarista luterà tradicional Richard Lenski (1943) va escriure en relació amb la «hipòtesi d'un original Mateu hebreu» que «qualsevol Mateu que va escriure en hebreu va ser tan efímer que va desaparèixer per complet en una data tan primerenca que també els primers pares mai no van obtenir en la seva vista l'escriptura». Helmut Köster (2000) posa en dubte el valor de l'evidència de Jeroni per raons lingüístiques; «L'afirmació de Jeroni que ell pròpiament va veure un Evangeli en arameu que contenia tots els fragments que l'assigna a ell mateix no és creïble, ni és creïble que ell va traduir els respectius passatges de l'arameu al grec (i al llatí), com ell afirma diverses vegades».
Tanmateix, les opinions de Lenski i de Köster estan en marcat contrast amb les de Schneemelche. Schneemelcher cita diversos primers pares esmentant el Mateu hebreu, incloent Clement d'Alexandria (Stromata 2.9.45 i 5.14.96), Orígenes (a Joh. vol. II, 12; a Jer. Vol. XV, 4; a MT. vol. XV, p. 389 Benz-Kloostermann), Eusebi de Cesarea (Història eclesiàstica 3.25.5, 3.27.1-4, 3.39.17. 4.22.8 «En tot allò que a Hegèsip de Jerusalem (c. 180) i les seves memòries Eusebi informa: Ell cita de l'Evangeli segons els hebreus i de l'Evangeli siríac i, en particular, algunes paraules en llengua hebrea, mostrant que ell era un convers dels hebreus». 3.24.6, 3.39.16, 5.8.2, 6.24.4, Theophania 4.12, 5.10.3), Jeroni (nota d'Schneemelcher: «per tant Jeroni confirma de mal grat l'existència de dos Evangelis jueus, l'Evangeli segons els hebreus i un Evangeli arameu. Que aquest últim estava a la mà en la biblioteca a Cesària no ha de ser disputat; és en tot cas probable connectat a les cites d'Eusebi en la seva Teofania. Serà també cert que els Natzarens van utilitzar un Evangeli arameu, ja Epifani també dona testimoni d'això. Que l'Evangeli arameu, l'evidència del qual és donada per Hegèsip i Eusebi, és idèntic amb l'Evangeli dels Natzarens no és de fet absolutament segur, però perfectament possible, també molt probable...»).